# 951

## Esdeveniments
- Acaba l'ocupació àrab de Creta.[1]

## Naixements
- Romuald de Ravenna, abat fundador de l'orde dels camaldulesos, venerat com a sant a l'Església catòlica

## Necrològiques
- Emperador Shizong de la dinastia Liao[2]
- Sunyer I de Barcelona, comte de Barcelona i de Girona (911-947) i comte d'Osona (911-939 i 943-947).